# Giải của Hội phê bình phim online cho nữ diễn viên phụ xuất sắc nhất
Giải của Hội phê bình phim online cho nữ diễn viên phụ xuất sắc nhất là một giải của Hội phê bình phim online dành cho nữ diễn viên đóng vai phụ trong một phim, được bầu chọn là xuất sắc nhất.
Dưới đây là danh sách những người đoạt giải:

### Thập niên 1990
| Năm  | Người đoạt giải  | Phim                 | Vai diễn     |
| ---- | ---------------- | -------------------- | ------------ |
| 1997 | Gloria Stuart    | Titanic              | Rose Calvert |
| 1998 | Joan Allen       | Pleasantville        | Betty Parker |
| 1999 | Catherine Keener | Being John Malkovich | Maxine Lund  |

### Thập niên 2000
| Năm  | Người đoạt giải    | Phim                  | Vai diễn               |
| ---- | ------------------ | --------------------- | ---------------------- |
| 2000 | Kate Hudson        | Almost Famous         | Penny Lane             |
| 2001 | Jennifer Connelly  | A Beautiful Mind      | Alicia Nash            |
| 2002 | Samantha Morton    | Minority Report       | Agatha                 |
| 2003 | Shohreh Aghdashloo | House of Sand and Fog | Nadereh "Nadi" Behrani |
| 2004 | Cate Blanchett     | The Aviator           | Katharine Hepburn      |
| 2005 | Maria Bello        | A History of Violence | Edie Stall             |
| 2006 | Abigail Breslin    | Little Miss Sunshine  | Olive Hoover           |
| 2007 | Amy Ryan           | Gone Baby Gone        | Helene McCready        |
| 2008 | Marisa Tomei       | The Wrestler          | Pam/Cassidy            |

Bản mẫu:Online Film Critics Society Awards